# Milivoje Ćirković
Milivoje Ćirković, cyr. Миливоје Ћирковић (ur. 14 kwietnia 1977 w Novej Pazovie) – serbski piłkarz występujący na pozycji obrońcy.

## Życiorys
Jest wychowankiem klubu Radnički Nova Pazova. W 1996 roku trafił do Budućnosti Valjevo. Kolejno występował w Milicionarze Belgrad i FK Teleoptik. W 2000 roku został piłkarzem Partizana Belgrad. W tym samym roku zadebiutował w reprezentacji Jugosławii. Miało to miejsce 15 listopada, w meczu z reprezentacją Rumunii. Rozegrał również kilka spotkań w kadrze Serbii i Czarnogóry. W 2010 roku zakończył karierę piłkarską.